# 長崎原爆資料館
長崎原爆資料館（ながさきげんばくしりょうかん）は、長崎市への原子爆弾投下に関する資料を取り扱った長崎市立の資料館である。長崎県長崎市平野町7番8号に所在し（長崎市平和会館・国立長崎原爆死没者追悼平和祈念館と同じ）、平和公園の一角をなす。

## 概要
「1945年8月9日」「原爆による被害の実相」「核兵器のない世界を目指して」などのテーマに沿って、資料、写真、解説パネルなどが展示されている。
館内には、原爆投下で時が止まったままの「11:02の時計」に始まり、折れ曲がった工場の鉄骨、爆心地側の部分が熱線により焼けた橋げたなど、原子爆弾によって破壊された建物の一部が移設されている。熱線で溶解した遺物などの被爆資料を展示し、一部の資料には手で触ることができるようにしてあり、原子爆弾の悲惨さ、凄惨さを伝える。長崎型原爆とも呼ばれる「ファットマン」などの模型も展示されている。
なかでも、「被爆した長崎の街」のコーナーでは、長崎市内外の地形模型を使い、原爆被害の面的な広がりを視覚的に理解することができる。原爆記録映像や被爆者の証言ビデオなどの上映もあり、長崎原爆の全体像を学ぶことができる。
長崎市への原爆投下に関する展示だけでなく、原爆投下の遠因となった日中戦争と太平洋戦争、「核兵器の時代」として核兵器・核実験の現状について、「核兵器開発・実験の被害者達」として、第五福竜丸の船員などアメリカやソ連の原水爆実験やウラン鉱山での労働などで放射線障害を被った風下住民について解説するコーナーも設けられている。
広島市にも、同じく原子爆弾投下の惨状を伝える資料館として広島平和記念資料館があるが、以前の展示内容は広島市への原子爆弾投下に特化した内容となっていた。2019年のリニューアルの際、長崎の原爆資料館と同様に、海外の核実験や核開発での被爆者を紹介するコーナーも作られている。
館内には蔵書約2万5,000冊の図書室が併設されており、原爆や平和に関する文献や、新聞のスクラップが閲覧できる。また、国による追悼施設である国立長崎原爆死没者追悼平和祈念館が隣接しており、地下1階・2階に連絡通路がある。

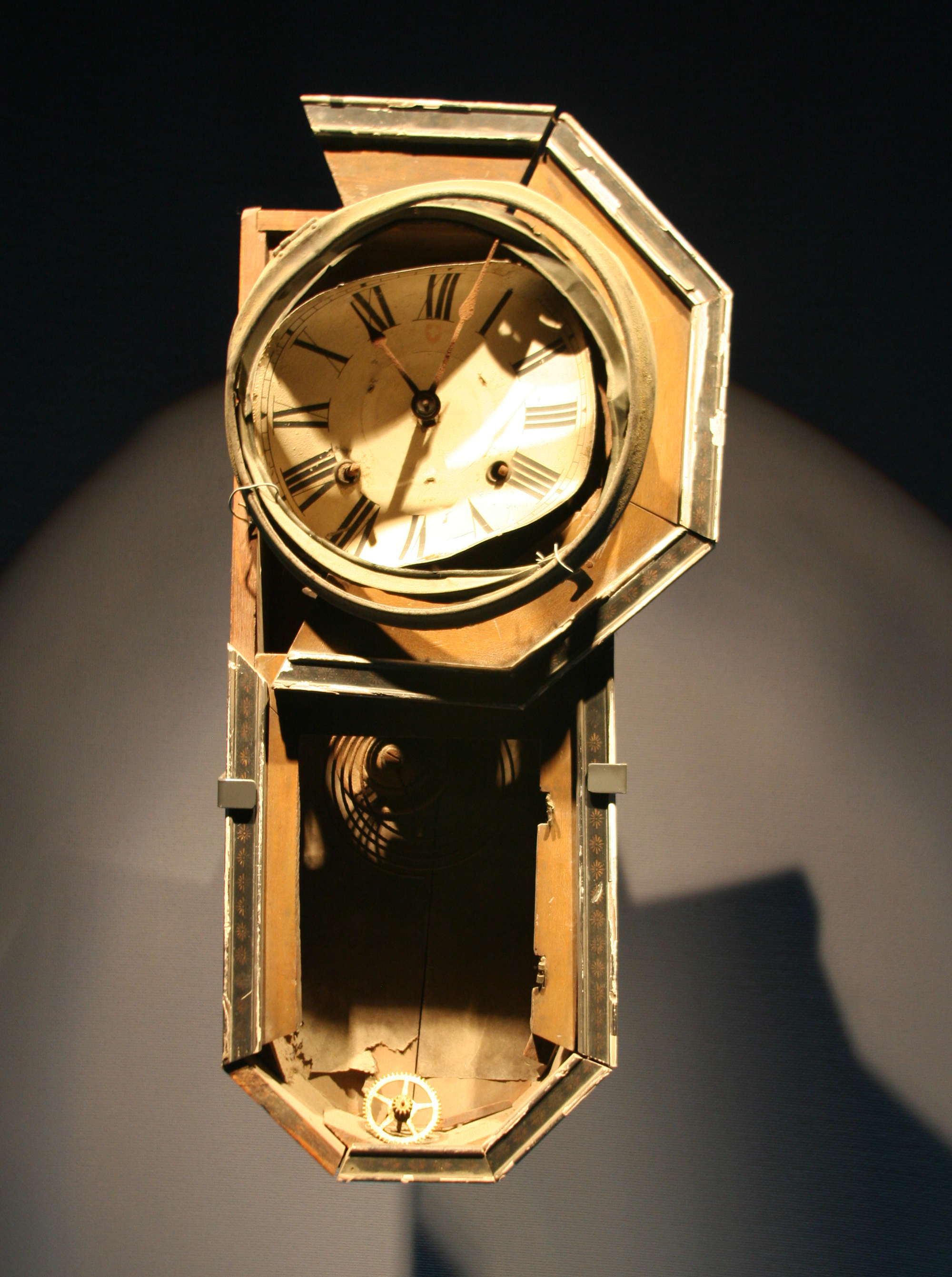
原爆炸裂時間の11時2分で止まった時計
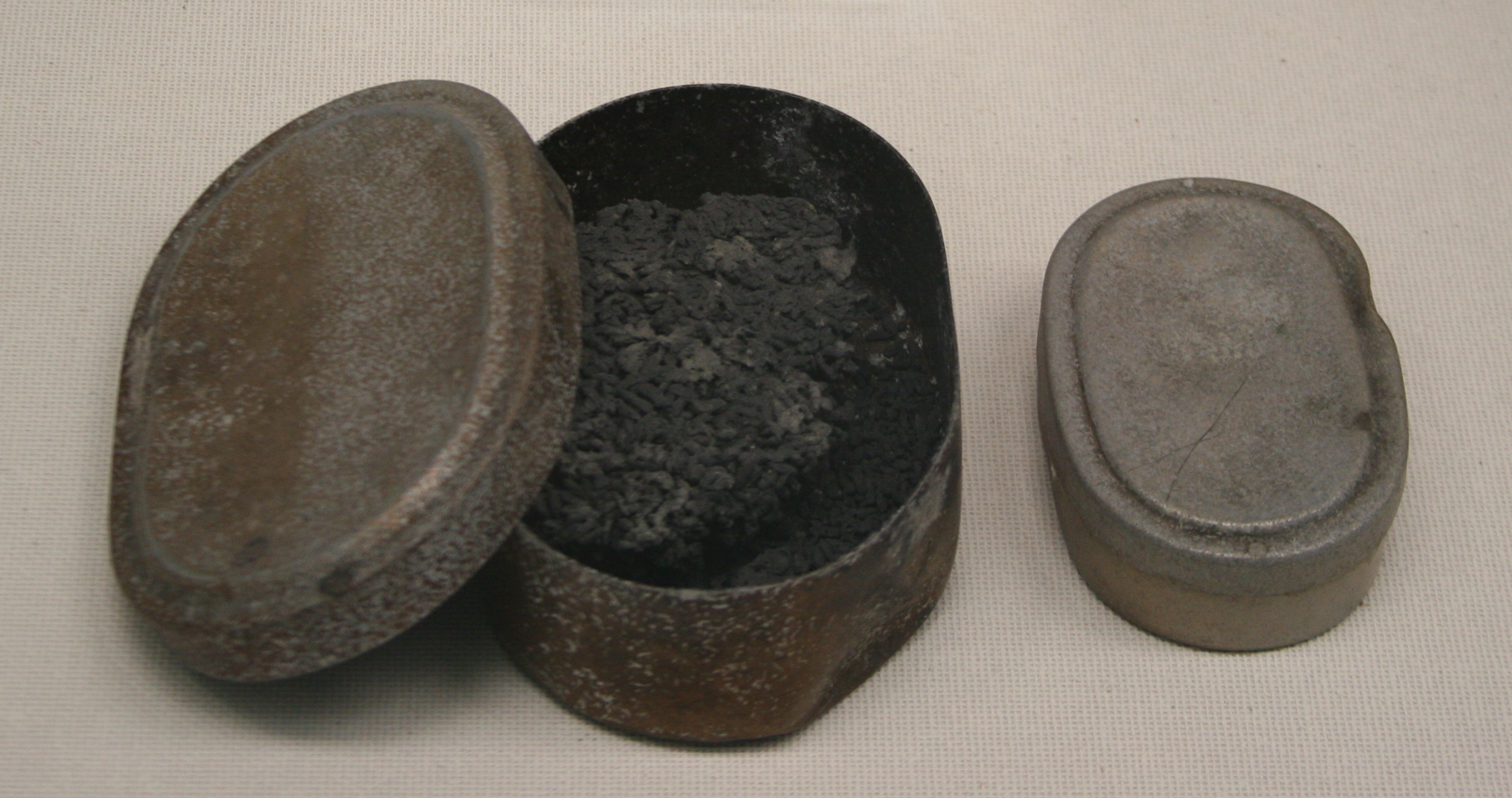
高熱で変色し米飯が炭化した弁当箱
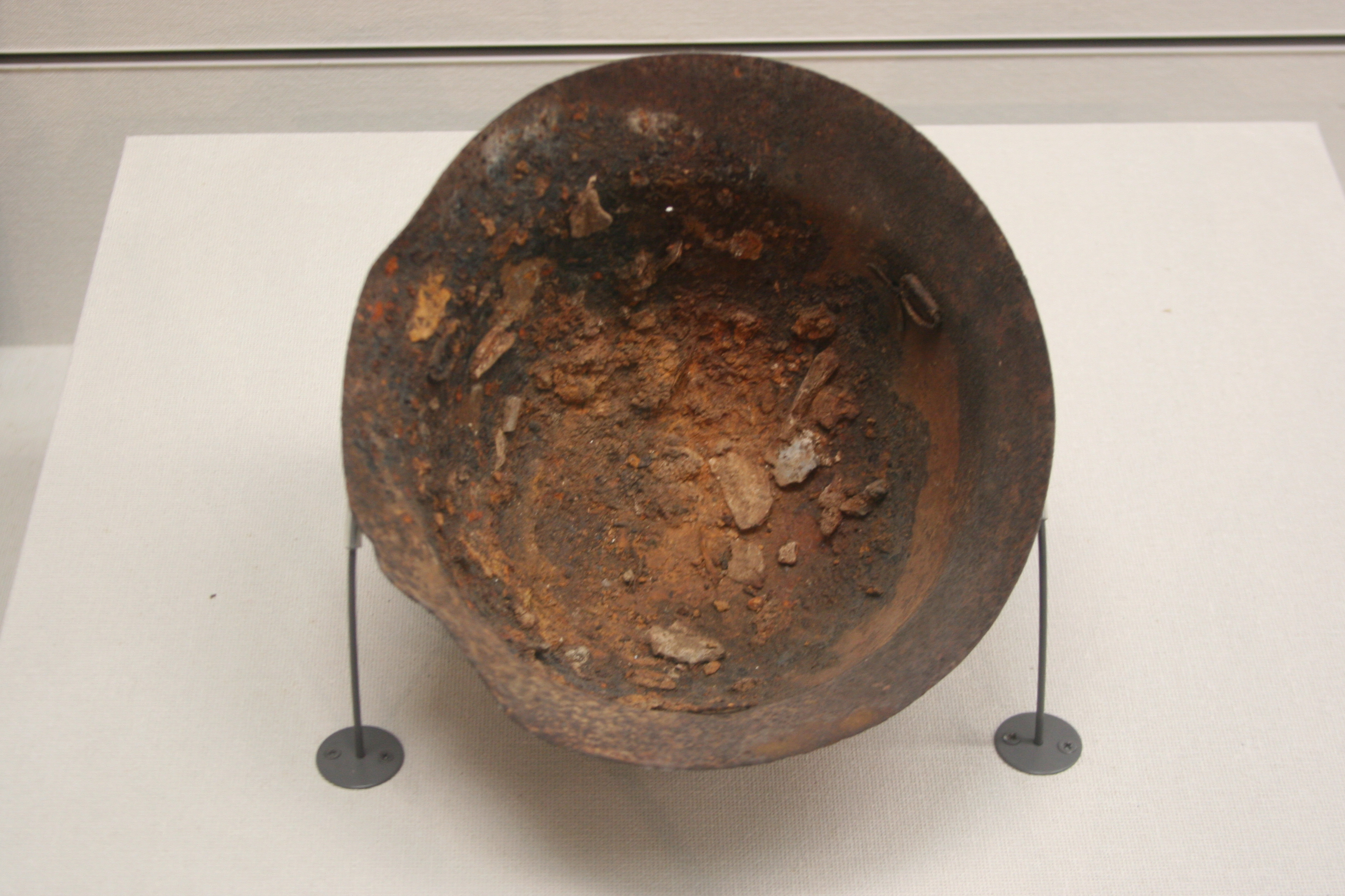
高温で頭蓋骨の一部が内側に貼りついた鉄兜
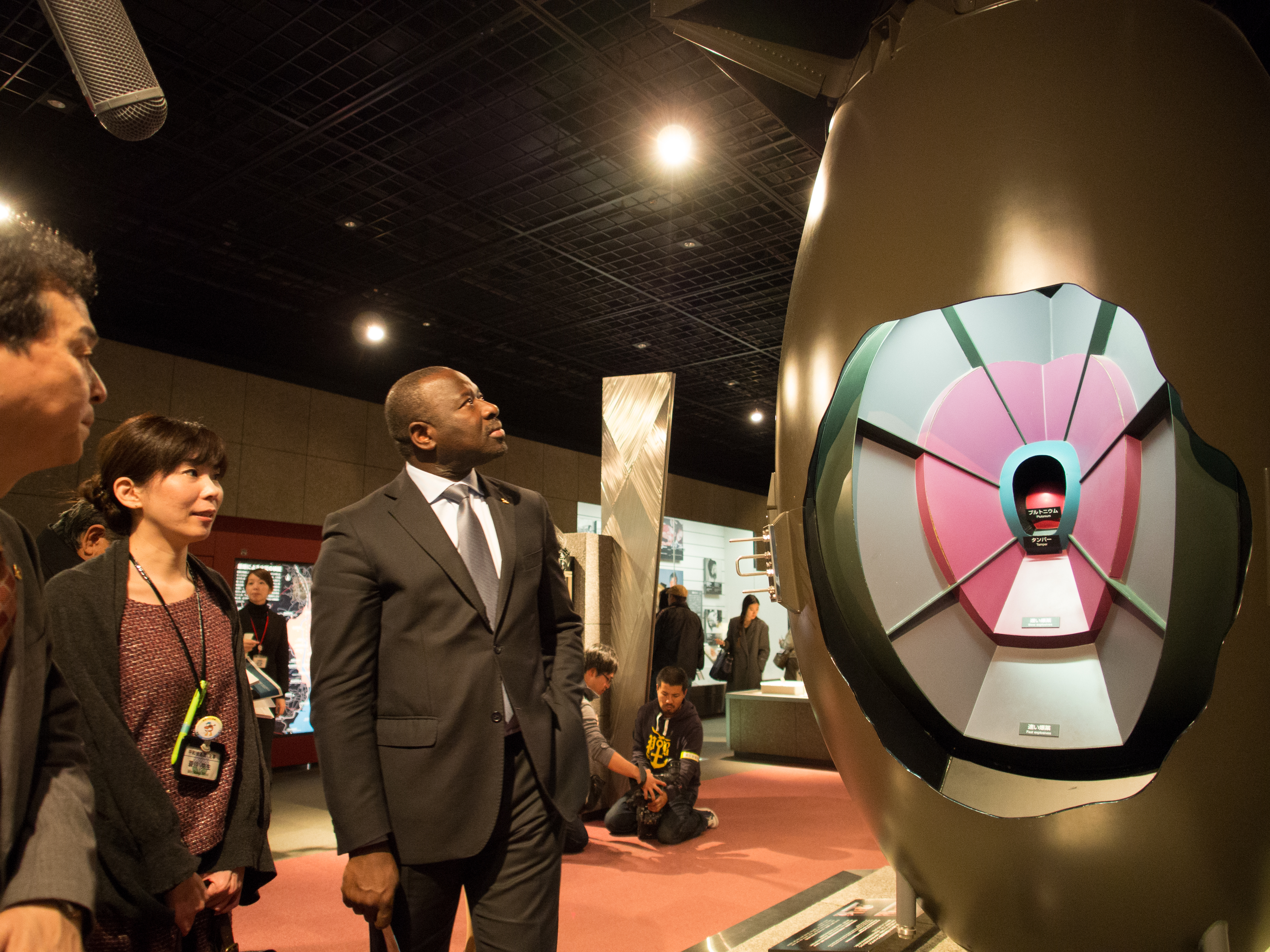
「ファットマン」の実物大模型を見学する包括的核実験禁止条約機関準備委員会（CTBTO）の事務局員（2013年11月22日）
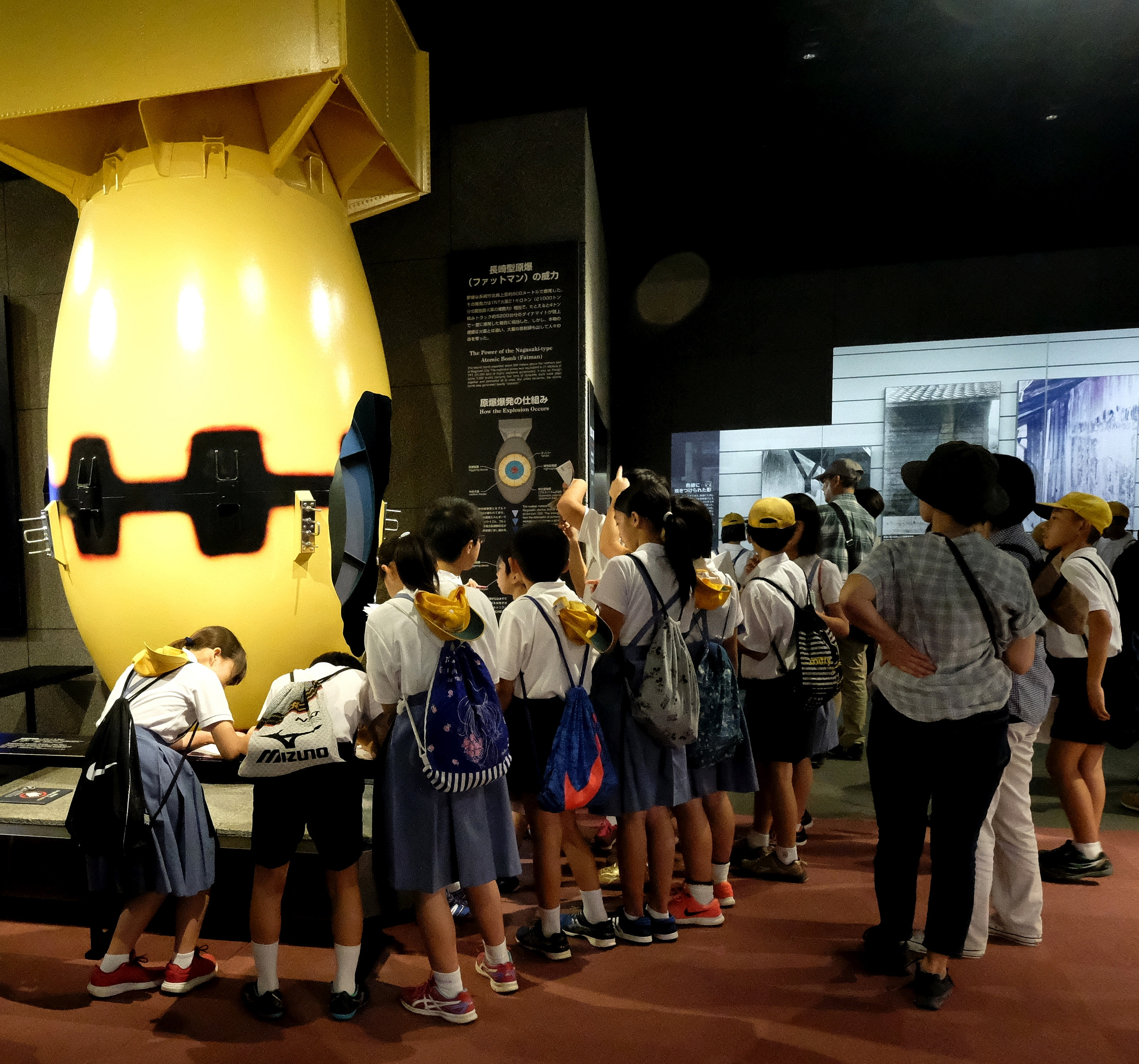
「ファットマン」の実物大模型を見学する小学生たち（2019年4月16日） 最新の研究に基づき、黄色に塗り直されている。
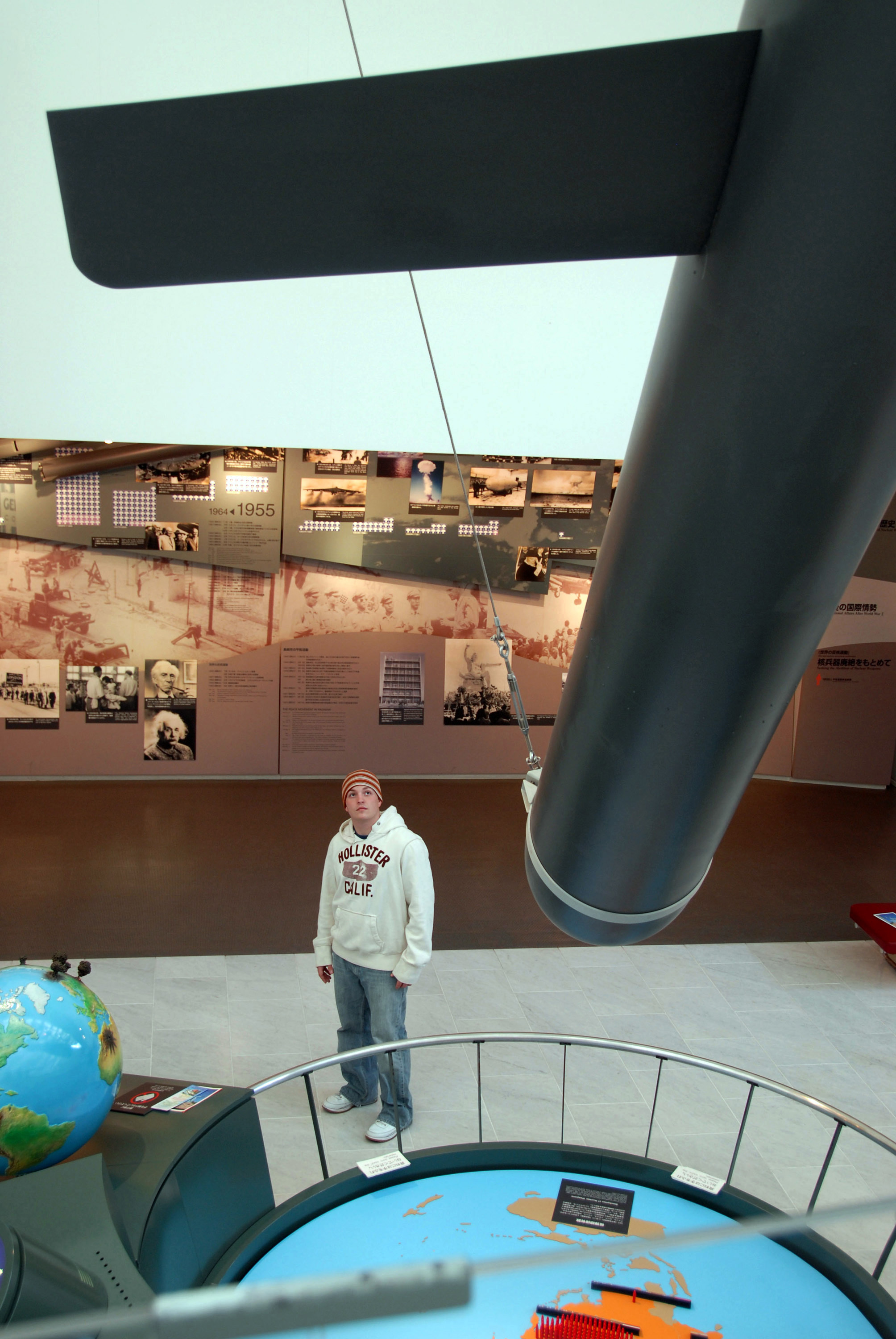
トマホークの実物大模型を見上げる空母「ニミッツ」の航空管制官（2008年6月3日）
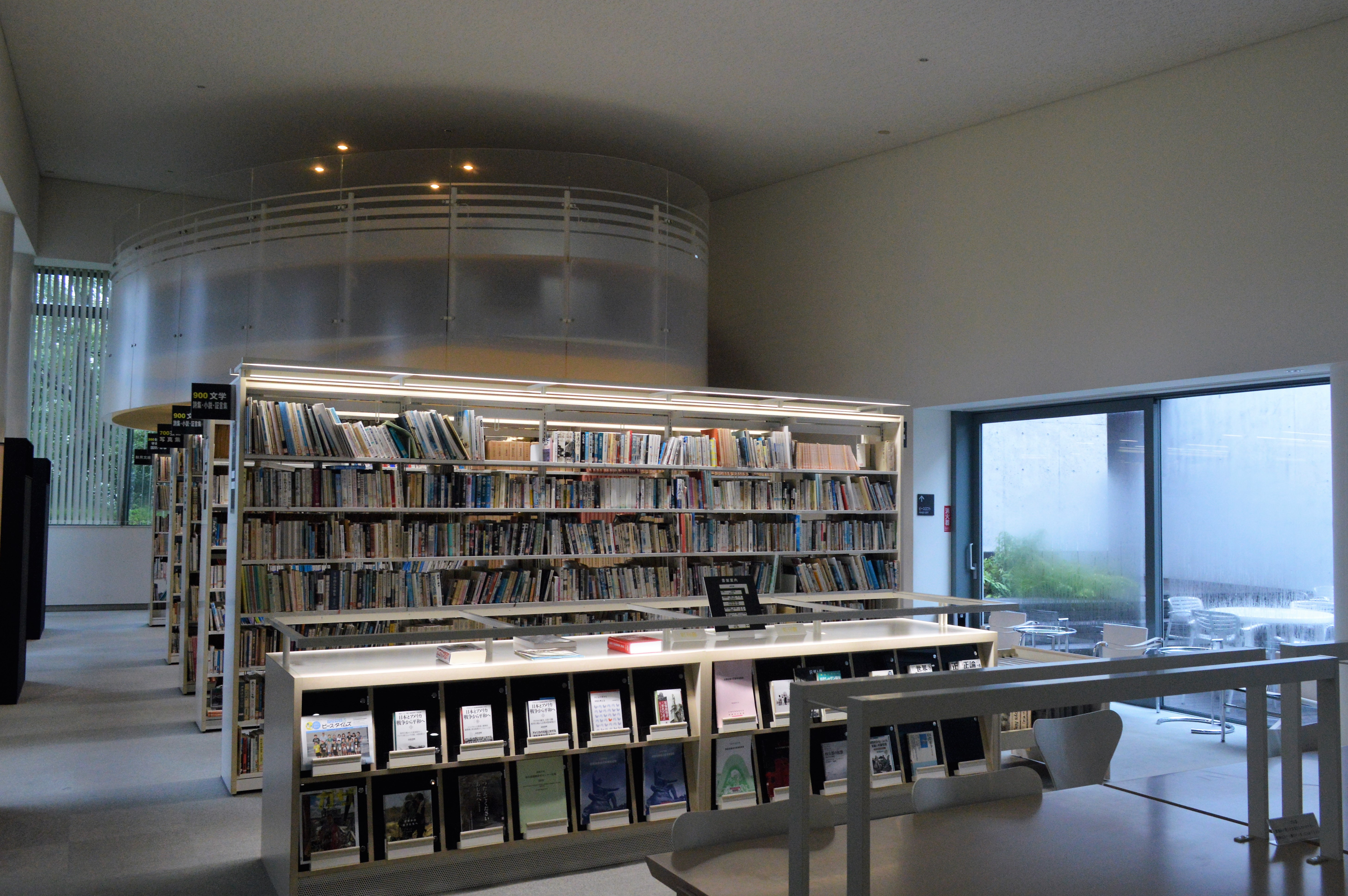
長崎原爆資料館図書室

## 建物
爆心地を臨む高台に位置し、地上2階・地下2階からなる。設計は久米設計が行なった。爆心地周辺の景観を害さないよう設計したため、地下部分が有効活用されており、屋上部分は庭園化されている。玄関は地下1階。展示スペースは地下2階に設けられており（ただし映像室は地下1階部分）、入館者はらせん状の通路を下っていく。地下1階より上には、平和関係のイベントで活用されることが多いホールや図書室、長崎市の事務室がある。

## 料金
観覧料は大人が200円、小中学生・高校生が100円である。小学生未満は無料である。15人以上の団体の場合、観覧料が2割引となる。8月9日前後は無料で観覧できる。ホール、図書館、カフェなどの展示室以外を利用する場合、観覧料はかからない。

## 前身の施設（長崎国際文化会館）
前身は1955年に開館した長崎国際文化会館の原爆資料センターである。同会館は戦災復興に関する特別法”長崎国際文化都市建設法”（1949年成立）に基づき建てられた文化施設で、現在の原爆資料館のやや北側に位置していた。早稲田大教授を務めた佐藤武夫の設計でアメリカの国連本部ビルを模した、地上6階、地下1階建の鉄筋コンクリート製の建築物であった。
爆心地を望む丘の上で眺望がよく、大きな窓を格子状に配置した、当時としては斬新な建築物であったため、市民や観光客に親しまれた。
館内は2階から5階までが被爆資料の展示室、6階部分が図書室であった。同会館の資料は、1949年に爆心地近くに開館した旧長崎市原爆資料館より移設されたものであった。建物の老朽化に加え、展示スペースが手狭になったことから、被爆50周年事業として同会館は取り壊され、1996年に現在の長崎原爆資料館が開館した。

長崎国際文化会館
国際文化会館内の原爆資料室（1959年頃）

## アクセス
- 長崎駅から長崎電気軌道「赤迫」行で原爆資料館電停下車。徒歩約3分
- 長崎バス8番系統下大橋行き医学部前下車徒歩3分